# Pycnopanelus krikkeni
Pycnopanelus krikkeni är en skalbaggsart som beskrevs av Yves Cambefort 1978. Pycnopanelus krikkeni ingår i släktet Pycnopanelus och familjen bladhorningar. Inga underarter finns listade i Catalogue of Life.